# Austrosimulium pestilens
Austrosimulium pestilens är en tvåvingeart som beskrevs av M. Josephine Mackerras 1948. Austrosimulium pestilens ingår i släktet Austrosimulium och familjen knott. Inga underarter finns listade i Catalogue of Life.